# Levice (hrad)
Hrad Levice stojí v centru slovenského města Levice.

## Historie

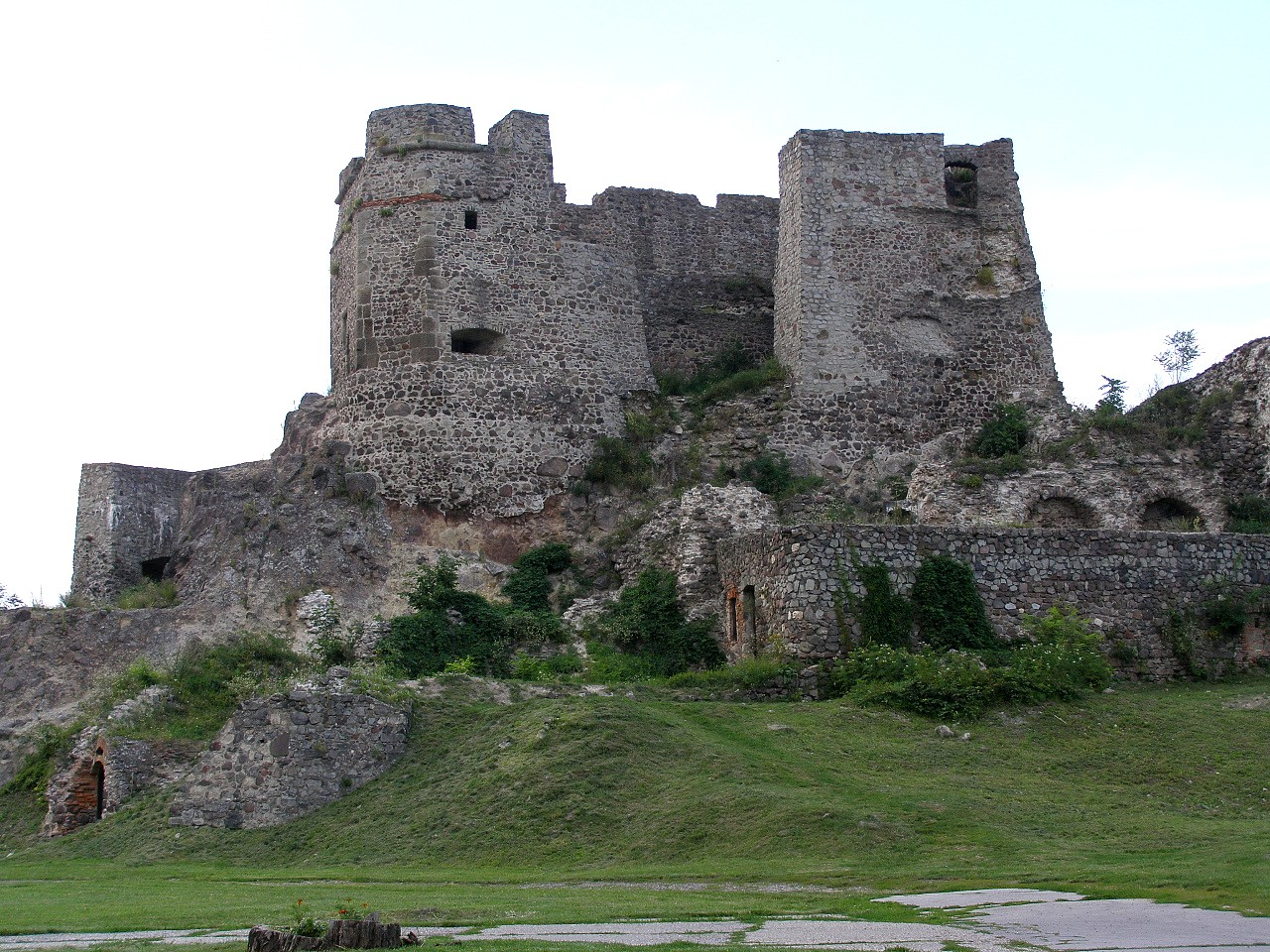
Pohled z nádvoří

Hrad byl postaven ve druhé polovině 13. století na skalním ostrohu nad močály. První písemná zmínka pochází z roku 1318, kdy se uvádí v donační listině Matúše Čáka Trenčianského Juliu z Topoľčianek. Ten však po Matúšově smrti musel hrad odevzdat uherskému králi Karlu I. Robertovi. Hlavní funkcí hradu bylo chránit cestu k báňským městům v Horních Uhrách a ke klášteru v Hronském Beňadiku.
Ve vlastnictví uherských králů zůstal do roku 1395, kdy jej Zikmund Lucemburský věnoval Ladislavu Sáraimu. Jeho syn Petr Čech z Levic byl přívržencem Zikmunda a je během husitských válek často uváděn. V roce 1434 zachvátil hrad požár a byl téměř celý zničen. Roku 1553 zemřel Jan Levai, poslední člen rodu Čechů z Levic, a na hradě se pak střídalo velké množství majitelů.
Roku 1535 došlo k zařazení hradu do linie opevnění proti Turkům a začalo se se zmohutněním obrany hradu. Hradní příkop napustili vodou a přes něj vedl padací most. Dále byly vybudovány dělové bašty, takže v roce 1544 odolal tureckému nájezdu. V opevňování pokračoval po roce 1558 i nový majitel Štefan Dobó, který také nechal přistavět opevněný renesanční zámek. V roce 1578 hrad odolal dalšímu útoku Turků a v roce 1605 také vojskům Štefana Bočkaje, který vyplenil město. Až do roku 1663 byl klid. Toho roku k Levicím přitáhl vezír Ahmed Köprili. Levice se vzdaly bez boje, protože obrana by byla marná. Roku 1664 přitáhl k hradu generál Louis Raduit de Souches a Turky vyhnal. Ti se ale nechtěli hradu vzdát tak snadno a v červenci 1664 přitáhli znovu. Pod hradem však byli poraženi císařskými vojsky z Trnavy. V roce 1678 hrad obsadila vojska Imricha Tökölyho a poté se držitelé měnili. V roce 1703 byl hrad znovu obsazen, tentokrát kuruky Františka II. Rákocziho, ale na konci října byli vyhnáni. Brzy poté se však vrátili s posilami a hrad dobyli. Na hradě zůstali do roku 1708, kdy je vyhnal generál Sigbert Heister.
Po těchto bojích byl hrad poškozen a majitel se jej rozhodl neopravovat. Od roku 1709 tak chátral. Ve 20. století došlo k zakonzervování zříceniny hradu a opravení části, která dnes slouží Tekovskému muzeu.

## Popis
V horní části hradu se nacházejí zbytky gotického paláce, nejstaršího opevnění a kruhové bašty. Ta byla v 19. století přestavěná na letohrádek. Dále z hradu zachovalo obvodové zdivo, nárožní rámování, gotický vstupní portál do paláce, fragmenty omítek a opevnění. Součástí hradu je kaštel, ve kterém sídlí Tekovské muzeum založené roku 1927, v němž se nacházejí přírodopisné sbírky z oblasti Tekova. V prostorách muzea jsou také renesanční křížové a lunetové klenby ze 16. a 17. století.